# Verwaltungsgemeinschaft Unstrut-Hainich
 (avril 2023).
La Verwaltungsgemeinschaft Unstrut-Hainich est une communauté d'administration allemande qui regroupe 7 communes du land de Thuringe, dans l'arrondissement d'Unstrut-Hainich, au centre de l'Allemagne. En 2015, sa population est de 6 473 habitants.

## Source de la traduction
- (de) Cet article est partiellement ou en totalité issu de l’article de Wikipédia en allemand intitulé « Verwaltungsgemeinschaft Unstrut-Hainich » (voir la liste des auteurs).